# Гранжани, Марсель
Марсель Жорж Люсьен Гранжани (фр. Marcel Georges Lucien Grandjany; 3 сентября 1891, Париж — 24 февраля 1975, Нью-Йорк) — франко-американский композитор, арфист и музыкальный педагог.
Начал заниматься музыкой у своей кузины, благодаря чему был замечен её бывшей соученицей, выдающейся арфисткой Анриеттой Ренье. С восьмилетнего возраста учился у Ренье частным образом, затем в одиннадцать лет поступил в Парижскую консерваторию, где занимался у Альфонса Хассельманса. В семнадцать лет дал первый сольный концерт и дебютировал как солист с Оркестром Ламурё. В 1913 г. дал в Париже совместный концерт с Морисом Равелем. В 1922 г. вместе с флейтистом Рене Ле Руа основал Парижский инструментальный квинтет — оригинальный ансамбль, состоявший из флейты, арфы и струнного трио; специально для этого коллектива сочиняли, в частности, Альбер Руссель, Ги Ропарц, Габриэль Пьерне, Флоран Шмитт, Венсан д’Энди, Франческо Малипьеро, Сирил Скотт.
В 1924 г. впервые гастролировал в Нью-Йорке, с течением времени переселился туда навсегда, возглавив в 1938 г. отделение арфы в Джульярдской школе музыки, где преподавал до конца жизни.
Был одним из основателей Международной ассоциации арфистов и Американского общества арфистов.
Портрет Гранжани с инструментом написал художник Таде Стыка.